# LED 마스크
LED 마스크는 얼굴에 쓰는 가면 모양으로 생긴 피부미용기이다. 제품과 피부가 맞닿는 면에 LED 라이트가 배치되어 있으며, 착용 시 제품이 얼굴 전체를 뒤덮기 때문에 얼굴 전체적으로 제품 효과를 누릴 수 있다.

## 역사
2014년 (주)셀리턴의 김일수 대표가 셀리턴 마스크 1세대 제품을 내놓으면서 처음으로 국내에 LED 마스크 시장을 열었다.

## 원리
LED 마스크는 광(光)이 피부 내에서 생화학적 반응을 촉진하는 원리를 이용해 손상된 피부를 치료하는 광선요법을 사용한 제품이다. 특정 파장의 LED 광원을 피부에 쬐면 조직이나 눈 손상 없이 소염, 진통, 항알레르기, 국소부위 혈액순환 촉진 등 다양한 효과를 낸다. 또한, 콜라겐과 엘라스텐의 생성을 촉진해 피부 탄력을 살리고 주름이 생기는 것을 막아준다.

## 같이 보기
- 셀리턴